# Абдалмумин-хан
Абдалмумин-хан (1568—1598) — двенадцатый представитель узбекской династии Шейбанидов, который в 1598 году правил в Бухарском ханстве и являлся ханом Балхского ханства (1582—1598).
Единственный сын и наследник влиятельного узбекского правителя Абдулла-хана II, Абдалмумин, носивший почётный титул «младшего хана», со своих юных лет управлял крупнейшей административной единицей Бухарского ханства — Балхским ханством.
Молодому Абдалмумин-хану удалось, не без помощи своего отца, расширить территорию своего удела, за счёт завоёванных им территорий у Тимуридов и Сефевидов, а также, уступленных территорий его отцом.
После победы Абдалмумин-хана в бою над Мухаммадом Заман-мирзой, пытавшего оказать Шейбанидам вооружённое сопротивление, господство Тимуридов в Бадахшане и Тохаристане было навсегда утрачена.
Задолго до смерти своего отца, Абдалмумин-хан явно стремился стать независимым от него, и дело уже доходило до вооружённого столкновения между ними. После смерти отца, провозгласившись Верховным правителем Бухарского ханства, Абдалмумин-хан смог продержаться у власти всего шесть месяцев и был убит бывшими приближёнными своего отца, пав жертвой заговора.

## Происхождение
|  |  |  |  |  |  | Чингисхан             |  |  |  |  |  |  |  |  |  |  |  |
|  |  |  |  |  |  |                       |  |  |  |  |  |  |  |  |  |  |  |
|  |  |  |  |  |  | Джучи-хан             |  |  |  |  |  |  |  |  |  |  |  |
|  |  |  |  |  |  |                       |  |  |  |  |  |  |  |  |  |  |  |
|  |  |  |  |  |  | Шибан Бахадур         |  |  |  |  |  |  |  |  |  |  |  |
|  |  |  |  |  |  |                       |  |  |  |  |  |  |  |  |  |  |  |
|  |  |  |  |  |  | Байнал                |  |  |  |  |  |  |  |  |  |  |  |
|  |  |  |  |  |  |                       |  |  |  |  |  |  |  |  |  |  |  |
|  |  |  |  |  |  | Есу-Бука              |  |  |  |  |  |  |  |  |  |  |  |
|  |  |  |  |  |  |                       |  |  |  |  |  |  |  |  |  |  |  |
|  |  |  |  |  |  | Джучи-Бука-хан        |  |  |  |  |  |  |  |  |  |  |  |
|  |  |  |  |  |  |                       |  |  |  |  |  |  |  |  |  |  |  |
|  |  |  |  |  |  | Абдал-султан          |  |  |  |  |  |  |  |  |  |  |  |
|  |  |  |  |  |  |                       |  |  |  |  |  |  |  |  |  |  |  |
|  |  |  |  |  |  | Мунк-Тимур-хан        |  |  |  |  |  |  |  |  |  |  |  |
|  |  |  |  |  |  |                       |  |  |  |  |  |  |  |  |  |  |  |
|  |  |  |  |  |  | Фулад-султан          |  |  |  |  |  |  |  |  |  |  |  |
|  |  |  |  |  |  |                       |  |  |  |  |  |  |  |  |  |  |  |
|  |  |  |  |  |  | Ибрахим-султан        |  |  |  |  |  |  |  |  |  |  |  |
|  |  |  |  |  |  |                       |  |  |  |  |  |  |  |  |  |  |  |
|  |  |  |  |  |  | Даулат-шейх-султан    |  |  |  |  |  |  |  |  |  |  |  |
|  |  |  |  |  |  |                       |  |  |  |  |  |  |  |  |  |  |  |
|  |  |  |  |  |  | Абулхайр-хан          |  |  |  |  |  |  |  |  |  |  |  |
|  |  |  |  |  |  |                       |  |  |  |  |  |  |  |  |  |  |  |
|  |  |  |  |  |  | Ходжа Мухаммад-султан |  |  |  |  |  |  |  |  |  |  |  |
|  |  |  |  |  |  |                       |  |  |  |  |  |  |  |  |  |  |  |
|  |  |  |  |  |  | Джанибек-султан       |  |  |  |  |  |  |  |  |  |  |  |
|  |  |  |  |  |  |                       |  |  |  |  |  |  |  |  |  |  |  |
|  |  |  |  |  |  | Искандер-хан          |  |  |  |  |  |  |  |  |  |  |  |
|  |  |  |  |  |  |                       |  |  |  |  |  |  |  |  |  |  |  |
|  |  |  |  |  |  | Абдулла-хан II        |  |  |  |  |  |  |  |  |  |  |  |
|  |  |  |  |  |  |                       |  |  |  |  |  |  |  |  |  |  |  |
|  |  |  |  |  |  | Абдалмумин-хан        |  |  |  |  |  |  |  |  |  |  |  |

Абдалмумин-хан являлся единственным сыном Абдулла-хану II и был потомком основателя Узбекского ханства Абулхайр-хана. Его генеалогия выглядела следующим образом (см. врезку).

## Политика и военная деятельность

### Хан Балхского ханства
Абдалмумин-султан, был назначен наместником бухарского хана в Балхе 19 сентября 1582 года и был объявлен наследником своего отца не позднее 1583 года, носил почётный титул «младшего хана» (кичик хон). Ему тогда было около 15 лет и поэтому к нему был приставлен аталыком облачённый чрезвычайными правами эмир Джанкелди-бий, получивший, по свидетельству Хафиз-и Таныша Бухари, бразды правления страной. Балх оставался под контролем Абдалмумин-хана до его смерти в 1598 году.
При Абдалмумин-хане Балху была подвластна значительная территория. Граница его проходила по реке Амударья, на юге территория удела соприкасалась с перевалом Гиндукуш. Области, расположенные к северу от Амударьи, — Термез и Куляб до 1587 года подчинялись Бухаре. После захвата Герата в 1587 году и пожалования его Кулбаба кукельдашу, с чем Абдалмумин был не согласен, Абдулла-хан II, чтобы не обострить отношения с сыном, уступил ему Термез и Куляб.

#### Политика в области культуры

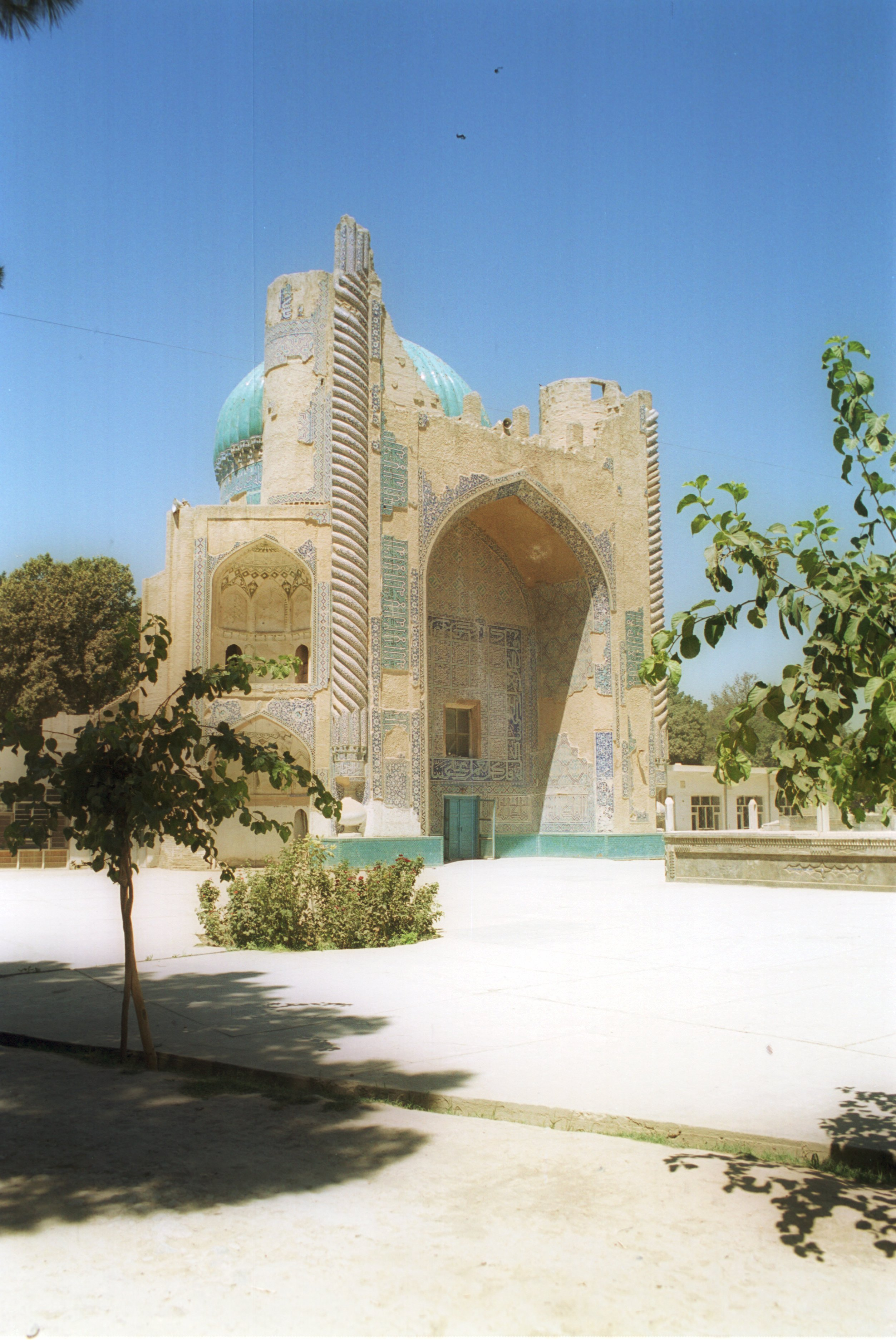
Мавзолей-мечеть Ходжа-Абу-Наср Парса в 2001 году.

При Абдалмумин-хане были проведены большие строительные работы в Балхе. Первые годы его пребывания в Балхе были посвящены укреплению его позиций там. Одними из основных достижений Абдалмумин-хана являлись восстановление и расширение крепостей Балха. Им была заново отстроена несколько пострадавшая юго-западная часть стены внешнего города, длина которой превышала 40 километров и восстановлены двое из четырёх ворот внутреннего города: Ходжа Уккаш и Уштурхар. Он также курировал реконструкцию ряда общественных зданий в Балхе, включая мавзолей-мечеть Ходжа-Абу-Наср Парса, могилу Ходжа Уккаша, и купол рынка Джанбаз баба. Строительство ворот Дах Шейх или Диха Шейх в северо-западном углу внешнего города также приписывается историками Абдулмумин-хану.

#### Военная деятельность
Абдалмумин-хан при активной вооружённой помощи своего отца с февраля 1584 года приступил к расширению Балхского удела за счёт Тохаристана и Бадахшана. В 1586 году был взят Хутталян (Кулябский вилайет), а к 1589 году Шейбанидам удалось навсегда покончить с господством Тимуридов в Бадахшане и Тохаристане и присоединить их к своим владениям.
После двухлетней и чрезвычайно тяжёлой для Абдулла-хана II борьбы за Хутталян, вилайет был взят Абдалмумин-ханом 11 июня 1586 года.
В 1586 году бадахшанцы, возглавляемые некими Хасан-беком шейх Умари и мулла Баба Вали, восстали против Шейбанидов, изгнали их наместника Шахназар дивана. Абдалмумин-хан в первую очередь направил туда эмиров, у которых имелись там икта. Однако одолеть повстанцев они не смогли, и Абдулла-хану II вместе с Абдалмумином пришлось самому выступать на Бадахшан.
В апреле 1587 года, когда Абдалмумин-хан находился на охоте в Чул-и зардаке, Сулайман-шах и Хосроу-мирза, пользуясь с моментом успешно вторглись в пределы Балхского удела. Ими без труда были захвачены Хутталян и Талукан и разграблены окрестности Кундуза. Сторонниками Сулайман-шаха был взят Кишм. Затем они повели войска на Кундуз. Над Кундузом нависла серьёзная угроза, но вовремя подоспела помощь из Балха во главе Абдалмумин-ханом. Из Мавераннахра выступил Абдулла-хан II. Однако до прибытия его Абдалмумин-хан совместно Динмухаммад-султаном нанесли решающее поражение Сулайман-шаху и его союзникам, которые с уцелевшими мулазимами бежали в сторону Кабула. Они больше не пытались восстановить своё былое положение в Бадахшане. Но зато Мухаммад Заман-мирза, правнук Сулайман-шаха и сторонник Тимуридов в Бадахшане и Хутталяне, прикрываясь именем царевича в 1589 году поднял восстание против Шейбанидов и захватил Хутталян. Это был последний Тимурид, пытавшийся оказать Шейбанидам вооружённое сопротивление. Он был разбит, бежал в Бадахшан и, как пишет историк, затерялся со своими единомышленниками в горных теснинах.
Появление на арене борьбы с Шейбанидами царевича Мухаммад Замана-мирзы совпало с прибытием бабурида Акбара в Кабул 13 сентября 1989 года. Акбар был заинтересован в событиях в Бадахшане. Задержка им посла Шейбанидов Ахмадали аталыка, прибывшего в те дни вместе с садр Джаханом, до полного исхода дела Мухаммад Замана-мирзы было спокойно перенесено Абдулла-ханом II. Но зато Абдалмумин-хан был весьма раздражён и даже направил Акбару едкое послание.

##### Хорасанская компания Абдулмумин-хана
Шейбанидо-сефевидские отношения были вновь осложнены в 1588 году, после захвата Герата Абдулла-ханом II. Причиной тому стали начатая компания Абдалмумин-хана против кызылбашей. В 1588—1589 годы он помогал своему отцу в успешной одиннадцатимесячной осаде Герата и, как сообщается, был недоволен, когда город был отдан эмиру Кулбаба кукельдашу, а не ему.
Шах Аббас I попытался организовать поход на Герат, однако не сумел отбить его у Шейбанидов. В то же время Абдулла-хан II стал готовить новый поход на Персию. Армией узбеков на этот раз командовал Абдалмумин-хан. В 1589 году, вызванный проблемой наследования, стоящей перед шахом Аббасом I, Абдулла-хан II дал своему сыну разрешение открыть кампанию против крупных городов Хорасана.
Целю нападения был Мешхед. В апреле 1589 года, Абдалмумин-хан взял город в осаду, а в сентябре город пал, несмотря на ожесточённое сопротивление. Им были извлечены кости сына и преемника Исмаила I — Тахмаспа I. Могила находилась вблизи мавзолея Имама Резы, высокочтимой шиитами. После извлечения, кости были сожжены и развеяны по ветру. О своих победах и всём, совершённым в Мешхеде, Абдалмумин-хан письменно уведомил врага шиитского Ирана, султана Османской империи — Мурада III. В нём он напоминал общую заинтересованность Османов и Шейбанидов в уничтожении еретиков-кызылбашей и освобождении маршрута для паломников.
В течение следующих восьми лет большая часть региона была взята Абдалмумин-ханом. К концу кампании 1591 года Шейбаниды удерживали более двадцати важных городов и посёлков, включая Мешхед, Нишапур, Каф, Джам, Исфару, Себзевар и Кайен. Действия кызылбашей, посланных шахом Аббасом I в том же году, не имели успеха. Однако год спустя другая экспедиция кызылбашей вытеснила Шейбанидов из Исфары, Сабзавара и Нишапура. Абдалмумин-хан отбил последний город в 1594 году. Его следующий хорасанский поход в 1595 году привёл к возвращению Себзевара на несколько дней, но в остальном мало что было достигнуто. В целом, Хорасан оставался под властью Шейбанидов вплоть до смерти Абдулла-хана II, который умер в начале 1598 года.
Воспользовавшись тем, что шах Аббас I занят войной с Османской империей, волнениями и бунтами в покорённых странах, Абдалмумин-хан, в 1590 году вторгся в пределы Хорасана. Были захвачены города Джам, Каусийа, Гуриян, Фушендж, Нишапур и Мешхед. Однако Сефевиды не примирились с потерей этих жизненно важных областей Хорасана и начали сколачивать союз против Абдалмумин-хана с Хаджи Мухаммад-ханом (1562—1594 и 1598—1602), правителем Хорезма. После переговоров в 1591 году обе стороны решили совместно выступить против Абдалмумин-хана. Местом сбора союзных войск был определён Чаман-и Бистам. Хорезмское войско возглавил сам Хаджи Мухаммад-хан, а во главе кызылбашей был поставлен эмир Фархад-хан. Союзники первыми осадили Нишапур.
Не дремал и Абдалмумин-хан. Он начал собирать войска из Бадахшана, Хисар-и шадмана, Андхуда, Шебергана и самого Балха, форсированным маршем пошёл на Мешхед, распространяя, по словам Искандер-бека мунши, слух о том, что Абдалмумин-хан с войсками Мавераннахра и Южного Туркестана выступил на Хорезм. Это вызвало замешательство в лагере союзников. Хаджи Мухаммад-хан покинул кызылбашей подле Нишапура и вернулся в Хорезм, а кызылбаши, сняв осаду, разошлись по своим областям. Абдалмумин-хан, восстановив порядок в Нишапуре, повёл войска на Исфару и взял его после четырёхмесячной осады. После этого к Шейбанидам перешли и Себзевар, Мазинан, Джаджерм, Шуган и Джур. Абдалмумин-хан, окрылённый успехом, 1592 года задумал идти на Западный Иран и попытался втянуть в эту кампанию османского султана Мурада III (1574—1595). Очевидно, Абдулмумин-хан руководствовался трудным положением Сефевидского государства. В 1590 году оно вынуждено было заключить с Османской империей мирный договор, согласно которому от государства Сефевидов отпали восточные части Грузии и Армении, Курдистан, Южный и Северный Азербайджан и Луристан.
Однако Абдалмумин-хану не удалось осуществить указанный план. Аббас I, подавив восстание в Гиляне, Талыше и Леристане, выступил на Хорасан со значительной силой и остановился в Бистаме. Абдалмумин-хан, находившийся в то время в Нишапуре, направил ему послание, напоминающее послание, направленное в своё время Мухаммадом Шейбани шаху Исмаилу I. Шах, послав предупреждающий и строгий ответ, из Чаман-и Бистама направился в Джаджерм. Сюда вновь прибыл гонец Абдалмумин-хана. В новом послании хан писал: «Сочтя благоразумным, мы направляемся в сторону Джама. Вам тоже следует идти в эту сторону, где и произойдёт [наша] встреча». Однако встреча не состоялась. Абдалмумин-хан после короткого отдыха в Джаме ушёл к себе в Балх. Джаджерм, Нишапур и Исфара вновь были взяты кызылбашами, однако дальше они не пошли. Кызылбашские войска попытались было захватить Тун и Табас, но были выбиты Кулбаба кукельдашем и Динмухаммад-султаном.
В 1593 году Абдалмумин-хан снова вторгся в Хорасан и первый удар направил против Нурмухаммад-хана и отнял у него Абиверд, Несу и Дарун. Абдалмумин-хан вновь завладел Нишапуром и Исфарой, а в следующем, 1595 году, взял и Себзевар и Исфару, но ненадолго. Спустя несколько месяцев кызылбаши вновь отбили их у него.
В 1596—1597 годы Абдалмумин-хан вторгся в Астрабад, захватил его главную крепость Ругад, однако закрепиться там не смог и был оттуда выбит.

#### Конфликт с Абдулла-ханом II
Военная доблесть и честолюбие Абдалмумин-хана привели его к постоянному конфликту со своим отцом и его эмирами задолго до смерти Абдалла-хана II. Между 1596 и 1598 годами несколько инцидентов обострили отношения между шестидесятилетним ханом и его беспокойным сыном. Абдалмумин-хан явно стремился стать независимым от отца, и дело уже доходило до вооружённого столкновения между ними. Положение осложнялось внешнеполитическими неудачами: в Хорасане кызылбаши вели успешное наступление, на севере был разбит один из лучших полководцев Абдулла-хана II.
Ссора между Абдулла-ханом и Абдалмумин-ханом подробно описывается у Хафиз-и Таниша Бухари, причём автор «Абдулла-наме» находится всецело на стороне Абдалмумин-хана и называет все обвинения против него клеветою. По его данным, во главе партии клеветников стоял Кулбаба кукельдаш, который во время последнего хорасанского похода запер перед Абдалмумин-ханом ворота Герата. Перед этим походом Абдалмумин-хан ждал отца в Балхе и приготовил ему торжественную встречу, но под влиянием обвинителей Абдалмумин-хана хан отменил свой приезд. Причиной вражды Кулбаба кукельдаша к Абдалмумин-хану было то, что Абдулла-хан II назначил Кулбаба кукельдаша гератским наместником против желания своего сына. Опасаясь мести Абдалмумин-хана, Кулбаба кукельдаш употреблял все старания, чтобы поссорить сына с отцом. По данным В. В. Бартольда, подобно тому как Абдулла-хан II был действительным правителем при своём отце Искандер-хане (1561—1583), так теперь Абдалмумин-хан хотел занять такое же положение по отношению к своему стареющему отцу. Однако Абдулла-хан не желал и слышать о каком-либо ущемлении своей верховной власти, и только благодаря вмешательству духовенства была предотвращена открытая война между отцом и сыном и Абдалмумин-хан был принуждён уступить. Среди этих обстоятельств умер престарелый Абдулла-хан II после более чем сорокалетнего правления.

### Хан Бухарского ханства
События кратковременного правления Абдалмумин-хана в Бухаре, нигде не излагаются так подробно, как у Хафиз-и Таныша Бухари в его историческом сочинение «Абдулла-наме».
Абдалмумин-хан обладал суровым и мстительным нравом. По характеристике, которую ему дают современники, он был решительным и целеустремлённым правителем, но чрезмерно жестоким и подозрительным. Он вступил на бухарский престол в Самарканде, после смерти Абдулла-хана II и сразу же приказал умертвить всех своих двоюродных братьев, дабы не осталось ни одного претендента на ханский престол.
После смерти Узбек-султана в Андижане Абдалмумин-хан стал собирать войско из узбеков, казахов, киргизов и калмыков для нового похода на Хорасан. Около 500 тысяч семейств кочевников переправилось для этой цели через Сырдарью. Но вскоре хан был убит бывшими приближёнными своего отца, он пал жертвой заговора.
Абдалмумин-хан продержался у власти всего шесть месяцев и был убит в июле 1598 года.

## Смерть
Абдалмумин-хан был убит около Заамина в результате заговора в 1598 году между бывшими приближёнными своего отца. Рассказом о смерти Абдалмумин-хана оканчивается третья часть «Бахр аль-асрар».
После смерти Абдулла-хана II и Абдалмумин-хана все завоевания Шейбанидов были утрачены, владения в Хорасане и Хорезме были потеряны. В самой Бухаре власть перешла к новой узбекской династии — Аштарханидов, родственных Шейбанидам по женской линии, под властью которой находилась только часть бывших владений хана.
Последним шейбанидским государем Мавераннахра среднеазиатские источники всегда называют Абдалмумин-хана, но у Г. Ховорса, С. Лен-Пуля и К. А. Босворда история Шейбанидов заканчивается не Абдалмумин-ханом, а его двоюродным братом Пирмухаммед-ханом II, который сумел укрыться от резни, учинённой Абдалмумин-ханом в Мианкале.